# Barinas (Bundesstaat)
Barinas ist einer der 23 Bundesstaaten Venezuelas. Die Hauptstadt ist Barinas.
Barinas ist ein Teil des Südwestens des Landes und nimmt einen großen Teil der westlichen Ebenen am linken Ufer des Apure-Flusses sowie einen großen Teil der Andenkette des Piedemonte im Osten des Mérida-Gebirges ein. Politisch-administrativ gehört es gleichzeitig zu den Regionen Anden und Los Llanos, es grenzt im Norden an die Bundesstaaten Cojedes, Portuguesa und Trujillo; im Osten mit dem Guarico-Staat; im Süden mit dem Bundesstaat Apure und im Westen mit den Bundesstaaten Mérida und Táchira. Mit 35.200 km² ist es die achte Einheit an Ausdehnung und mit geschätzten mehr als 960.000 Einwohnern – und damit einer Dichte von 37,3 Einwohnern.
Der ehemalige Präsident des Landes, Hugo Chávez, wurde in diesem Staat geboren. Über zwei Jahrzehnte führte seine Familie die Geschicke diese Bundesstaates. Sein Bruder und ehemaliger Bildungsminister, Adán Chávez war hier jahrelang Gouverneur. Dessen Nachfolger, Argenis Chávez, ist ebenfalls ein Bruder des verstorbenen Präsidenten, ebenso wie der Bürgermeister vom Municipio Alberto Arvelo Torrealba, Aníbal Chávez.

## Geografie
Barinas befindet sich vorwiegend in den Llanos. Die Fläche besteht vorwiegend aus sehr flachen Weideländern, die durch zahlreiche Flüsse durchquert werden. Im Nordwesten findet man einen bergigen Saum, Teil der venezolanischen Anden. Der Fluss Apure bildet die südliche Grenze des Bundesstaates.

## Geschichte
Georg Hohermuth von Speyer und Nikolaus Federmann erforschten die Region im Jahr 1534 auf ihren Weg zu den Anden.
Im Jahr 1542 reiste Philipp von Hutten aus Coro über dieses Gebiet Richtung Kolumbien. Im Jahr 1547 überquerte Alonso Pérez de Tolosa, der aus El Tocuyo kam, das Gebiet von Barinas.

## Verwaltungsgliederung
Der Staat setzt sich aus 12 Municipios zusammen:
| Bezirk                   | Hauptstadt        |
| ------------------------ | ----------------- |
| Alberto Arvelo Torrealba | Sabaneta          |
| Andrés Eloy Blanco       | El Cantón         |
| Antonio José de Sucre    | Socopó            |
| Arismendi                | Arismendi         |
| Barinas                  | Barinas           |
| Bolívar                  | Barinitas         |
| Cruz Paredes             | Barrancas         |
| Ezequiel Zamora          | Santa Bárbara     |
| Obispos                  | Obispos           |
| Pedraza                  | Ciudad Bolivia    |
| Rojas                    | Libertad          |
| Sosa                     | Ciudad de Nutrias |